# 2015 au cinéma
| Années du cinéma : 2012 - 2013 - 2014 - 2015 - 2016 - 2017 - 2018    |
| Décennies du cinéma : 1980 - 1990 - 2000 - 2010 - 2020 - 2030 - 2040 |

Cet article présente les faits marquants de l'année 2015 au cinéma.

## Festivals

### Berlin
- Le 65e festival s'est déroulé du 5 au 15 février 2015. Le réalisateur, scénariste et producteur américain Darren Aronofsky en a été le président du jury. Audrey Tautou, Daniel Brühl et Claudia Llosa ont notamment été jurés. L'Ours d'or a été attribué au film iranien Taxi (تاکسی) de Jafar Panahi.

### Cannes
- Le 68e Festival s'est déroulé du 13 au 24 mai 2015. Les présidents du jury étaient les cinéastes Joel et Ethan Coen et le maître de cérémonie, Lambert Wilson. La Palme d'Or a été attribuée au long métrage Dheepan, de Jacques Audiard.

### Venise
- La 72e Mostra s'est déroulée du 2 au 12 septembre 2015. Le Lion d'Or a été attribué au film de Lorenzo Vigas, Desde allá.

### Autres festivals
- du 23 janvier au 1er février : 31e Festival du film de Sundance ;
- du 28 janvier au 1er février : 22e Fantastic'Arts de Gérardmer ;
- du 28 février au 7 mars : 27e Fespaco (Festival panafricain du cinéma et de la télévision de Ouagadougou) ;
- du 13 au 22 mars : 37e Festival international de films de femmes de Créteil ;
- du 16 au 21 mars : 16e Festival international du film d'Aubagne - Music & Cinema[1] ;
- du 21 au 28 mars : Festival international de films de Fribourg (FIFF) ;
- du 15 au 20 juin : 39e Festival international du film d'animation d'Annecy ;
- du 3 au 11 juillet : 15e Festival international du film fantastique de Neuchâtel
- du 4 au 13 septembre : 41e Festival du cinéma américain de Deauville ;
- du 9 au 18 octobre : 10e Festival Cinéalma ;
- du 12 au 18 octobre : 7e Festival Lumière à Lyon ;
- du 24 au 29 novembre : 23e Festival du cinéma russe à Honfleur ;
- du 24 novembre au 1er décembre : 21e Festival international des films gays, lesbiens et trans et ++++ de Paris.

## Récompenses

### Oscars
- La 87e cérémonie des Oscars s'est déroulée le 22 février 2015.

### Golden Globes
- La 72e cérémonie des Golden Globes s'est déroulée le 11 janvier 2015.

### Césars
- La 40e cérémonie des Césars s'est déroulée le 20 février 2015.

### Autres récompenses
- Prix Romy-Schneider : Adèle Haenel.
- 23e Festival du cinéma russe à Honfleur : Grands Prix de la Ville de Honfleur ex æquo :
  - 14+ (14+) d'Andrei Zaitsev (Андрей Зайцев)
  - Sans commentaire (No comment) d'Artem Temnikov (Артем Темников)

## Principaux décès

### Premier trimestre
- 1er janvier :
  - Ninón Sevilla, actrice mexicaine (85 ans)
  - Donna Douglas, actrice américaine (81 ans)
- 4 janvier : René Vautier, réalisateur français (86 ans)
- 6 janvier : Marcel Cuvelier, acteur français (90 ans)
- 8 janvier : Rod Taylor, acteur, producteur et scénariste australien (84 ans)
- 10 janvier :
  - Francesco Rosi, réalisateur et scénariste italien (92 ans)
  - Taylor Negron, acteur américain (57 ans)
  - Brian Clemens, scénariste et producteur britannique (83 ans)
- 11 janvier : Anita Ekberg, actrice suédoise (83 ans)
- 14 janvier : 
  - Darren Shahlavi, acteur britannique (42 ans)
  - Martine Havet, actrice française (65 ans)
- 15 janvier :
  - Chikao Ōtsuka, acteur et seiyū japonais (85 ans)
  - Michel Daigle, acteur québécois (69 ans)
  - Rimma Markova, actrice russe (89 ans)
- 17 janvier :
  - Faten Hamama, actrice égyptienne (83 ans)
  - Donald Harron, acteur canadien (90 ans)
- 22 janvier : René Jodoin, producteur, réalisateur et scénariste québécois (94 ans)
- 24 janvier : José Artur, acteur français (87 ans)
- 10 février : Corinne Le Poulain, actrice française (66 ans)
- 11 février : Roger Hanin, acteur français (89 ans)
- 14 février : Louis Jourdan, acteur français (93 ans)
- 20 février : Gérard Calvi, compositeur français (92 ans)
- 27 février : Leonard Nimoy, acteur et réalisateur américain (83 ans)
- 28 février : Jacques Giraldeau, cinéaste québécois (87 ans)
- 10 mars : Richard Glatzer, réalisateur américain (62 ans)
- 27 mars : André Thorent, acteur français (92 ans)
- 30 mars : Helmut Dietl, réalisateur allemand (70 ans)

### Deuxième trimestre
- 2 avril : Manoel de Oliveira, réalisateur portugais (106 ans)
- 5 avril : Sid Ali Kouiret, acteur algérien (82 ans)
- 7 avril : Geoffrey Lewis, acteur américain (79 ans)
- 10 avril : Paul Almond, réalisateur canadien (83 ans)
- 21 avril : Bakhtiar Khudojnazarov, réalisateur tadjik (49 ans)
- 23 avril : Jean-Claude Robillard, acteur québécois (81 ans)
- 25 avril : Don Mankiewicz, scénariste américain (93 ans)
- 26 avril :
  - Maurice Fellous, directeur de la photographie français (89 ans)
  - Jayne Meadows, actrice américaine (95 ans)
- 28 avril : René Féret, réalisateur français (69 ans)
- 29 avril : Jean Lescot, acteur français (76 ans)
- 30 avril :
  - Patachou, chanteuse et actrice française (96 ans)
  - Nigel Terry, acteur britannique (69 ans)
- 1er mai : Grace Lee Whitney, actrice américaine (85 ans)
- 9 mai : Elizabeth Wilson, actrice américaine (94 ans)
- 13 mai : Arlette Thomas, comédienne française (87 ans)
- 17 mai : Claude Carliez, cascadeur français (90 ans)
- 26 mai : Vicente Aranda, réalisateur espagnol (88 ans)
- 7 juin : Christopher Lee, acteur britannique (93 ans)
- 22 juin : James Horner, compositeur de musique de films américain (61 ans)
- 23 juin : Dick Van Patten, acteur américain (86 ans)

### Troisième trimestre
- 1er juillet : Sergio Sollima, réalisateur italien (94 ans)
- 6 juillet : Jerry Weintraub, producteur américain (77 ans)
- 10 juillet : Omar Sharif, acteur égyptien (83 ans)
- 15 juillet : Jacques Thébault, doubleur français (90 ans)
- 27 août : Pascal Chaumeil, réalisateur français (54 ans)
- 30 août : Wes Craven, réalisateur américain (76 ans)
- 4 septembre : Sylvie Joly, comédienne française (80 ans)
- 16 septembre : Marc Betton, acteur français (70 ans)

### Quatrième trimestre
- 5 octobre : Chantal Akerman, cinéaste belge (65 ans)
- 12 octobre : Joan Leslie, actrice américaine (90 ans)
- 17 octobre : Danièle Delorme, actrice française (89 ans)
- 24 octobre : Maureen O'Hara, actrice irlandaise (95 ans)
- 15 novembre : Dora Doll, actrice française (93 ans)
- 18 novembre : André Valmy, acteur français (96 ans)
- 2 décembre : Jacques Denis, acteur français (72 ans)
- 29 décembre : Jean-Pierre Fougea, éditeur, producteur de cinéma français (71 ans)

## Divers
- Pour la première fois, le Festival du film de Sundance ne projette aucun film au format 35 mm, la très grande majorité des projections se faisant en DCP ou au format HD Cam[3].
- Le film Message — réalisé par Moustapha Akkad et sorti en 1977 — a été censuré à Glasgow (Écosse) à la suite d'une pétition[4].